# Шантырь, Антон Игоревич
Антон Игоревич Шантырь (род. 25 апреля 1974 в Будапеште, Венгерская Народная Республика) — российский профессиональный трековый и шоссейный велогонщик, государственный служащий. Серебряный призёр летних Олимпийских игр 1996 года в командной гонке преследования. Участник летних Олимпийских игр 2000 года.

## Биография
Окончил Санкт‑Петербургскую государственную Академию физической культуры имени П.Ф.Лесгафта и Северо-Западную Академию государственной службы.
С 1992 по 1998 гг. – служба в Вооруженных Силах Российской Федерации (СКА Санкт‑Петербург).
С 1992 по 1997 г.г. – спортсмен-инструктор сборной команды России.
С 1998 по 1999 гг. – спортсмен-инструктор сборной команды России по контракту.
С 1999 по 2003 гг. – спортсмен спортивных клубов «Геролштайнер», «Коаст» (Германия).
С 2003 по 2014 гг. – директор государственного образовательного учреждения среднего (полного) общего образования Экспериментальная школа-интернат олимпийского резерва Приморского административного района (ГОУ школа-интернат № 357 среднего (полного) образования Санкт‑Петербурга «Олимпийские надежды»).
С 2014 по февраль 2020 гг. – генеральный директор Общества с ограниченной ответственностью «Спортивный комплекс «Юбилейный».
18 февраля 2020 года назначен председателем Комитета по физической культуре и спорту Правительства Санкт‑Петербурга.
Серебряный призёр XXVI летних Олимпийских игр 1996 года в командной гонке преследования, многократный победитель и призёр этапов Кубка мира, чемпионата России. Победитель шоссейных велогонок в Испании и Германии (1997 г.).
Заслуженный мастер спорта России. Награждён медалью ордена «За заслуги перед Отечеством» II степени. Почетный работник общего образования Российской Федерации.
Действительный государственный советник Санкт‑Петербурга 3-го класса.

## Победы на треке
1991
- Чемпионат мира, командная гонка преследования, юниоры — 1-е место

1992
- Чемпионат мира, командная гонка преследования, юниоры — 1-е место

1996
- Олимпийские игры, командная гонка преследования — 2-е место

## Победы на шоссе
| 1997 - Вуэльта Толедо — генеральная классификация - Тур Саксонии — генеральная классификация 2001 - Любек — Шверин — Любек |